# Le Poignard
Le Poignard (en suédois : Dolken) est un film muet suédois, sorti en 1915 et dirigé par Mauritz Stiller.

## Fiche technique
- Réalisateur : Mauritz Stiller
- Scénario : Ester Julin, Mauritz Stiller et Alexander Vichetos
- Production : Svenska Biografteatern AB

## Distribution
- Lili Bech : Julia
- Lars Hanson : Herbert
- Rasmus Rasmussen